# 西アジア陸上競技連盟
西アジア陸上競技連盟（にしアジアりくじょうきょうぎれんめい、英:West Asian Athletics Association）は西アジア地域における国際陸上競技の地域連盟。略称はWAAA。2004年設立。加盟国は13。

## 加盟国
- ヨルダン
- アラブ首長国連邦
- バーレーン
- クウェート
- イラク
- サウジアラビア
- イエメン
- イラン
- レバノン
- カタール
- オマーン
- パレスチナ
- シリア

## 主催大会
- 西アジア陸上競技選手権大会
- 西アジアジュニア陸上競技選手権大会
- 西アジアクロスカントリー陸上競技選手権大会